# Allouville-Bellefosse

Allouville-Bellefosse este o comună în departamentul Seine-Maritime, Franța. În 1 ianuarie 2022 avea o populație de 1.147 de locuitori.

## Populație
| Populație | 645 | 675 | 661 | 903 | 1007 | 986 | 1022 | 1152 |
| Din anul 1962: pentru a nu se înregistra populația de două ori, cei ce locuiesc în mai multe comune (de exemplu studenții sau personalul militar) sunt numărați o singură dată. |     |     |     |     |      |     |      |      |